# Скотт Иэн
Скотт Иэн Розенфельд (англ. Scott Ian Rosenfeld, родился 31 декабря 1963 года, в Куинсе, Нью-Йорк), более известный под сценическим именем Скотт Иэн — американский музыкант. Ритм-гитарист и бэк-вокалист групп Anthrax и S.O.D.

## Личная жизнь
Скотт Иэн родился в еврейской семье в Нью-Йорке в последний день 1963 года. У него есть младший брат Джейсон, который недолго помогал Anthrax, и сводный брат Сэн. Концерт Kiss, на котором Скотт Иэн был в Мэдисон-Сквер-Гарден в 1977 году, оказал на него огромное влияние, и он не раз выражал свою любовь к этой группе, однажды появившись в эпизоде фильма «Сокровище Семьи Джина Симмонса», в котором он посетил его дом и рассказал о влиянии группы Kiss на его жизнь и карьеру. Также на Иэна сильно повлияла новая волна британского хеви-метала и Нью-Йоркский хардкор.
в 1981 году Иэн закончил Бэйсайдскую высшую школу.
Иэн женат на певице Перл Эдэй, приёмной дочери известного певца Мита Лоуфа. У них есть ребёнок.
Является большим поклонником «Нью-Йорк Янкис». Увлекается сноубордом. Также играет в покер на UltimateBet. Он на 637 месте в мировой лиге покера, выиграв 21 365 долларов. Также называет себя большим фанатом сериала «Звёздный крейсер „Галактика“», публикует о нём много постов. Также любит сериал «Доктор Кто».

## Музыкальная карьера

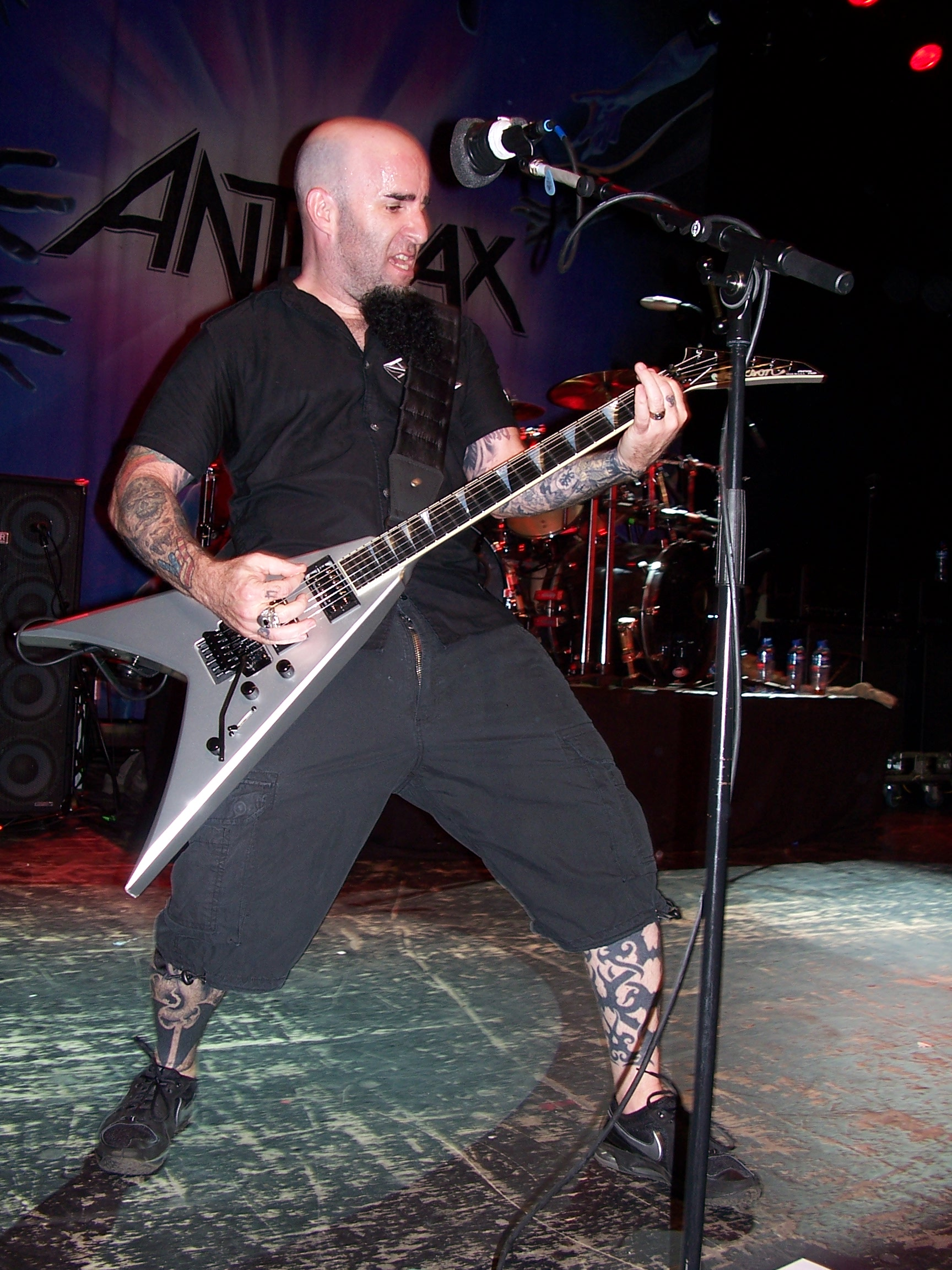
Скотт Иэн в 2009 году

За свою тридцатилетнюю карьеру Скотт Иэн, как основатель и лидер группы Anthrax, способствовал формированию трэш-метала в середине 80-х вместе с Megadeth, Slayer и Metallica. Anthrax, трижды номинированные на Грэмми и один раз на MTV VMA, обладатели мультиплатиновых и золотых дисков, продали около 10 млн копий альбомов по всей планете. За всё время гастролей Anthrax дали 50 гастрольных туров по земному шару; были в 32 странах, 5 частях света, включая Европу, Северную и Южную Америку, Австралию и Азию.
Ему пришла в голову идея сотрудничать с рэп-группой Public Enemy, исполнив кавер на их песню "Bring the Noise" в 1991 году. Эта запись считается основополагающей записью жанра рэп/рок. Хит Anthrax Bring the Noise расширил горизонты для таких групп, как Rage Against the Machine, Limp Bizkit, Kid Rock, и Linkin Park. В 2005 году Чак Ди из Public Enemy пригласил Иэна исполнить с ними "Bring the Noise" в рамках их введения в Зал славы хип-хопа канала VH1. Скотт также играл с Public Enemy в туре Rock The Bells в 2007 году.
Скотт известен как лицо Anthrax и среди своих друзей имеет прозвище «Расколотое лицо» за его способность постоянно и активно участвовать в разных делах, будь то музыка, покер, комиксы, фильмы и телевидение. Скотт поставил на кон его успех с группой в 2001 на VH1, когда его спросили о том, хочет ли он быть ведущим на «Rock Show». На протяжении 48 серий бытности ведущим, Скотт интервьюировал множество знаменитых личностей: Оззи Осборна, Роба Хэлфорда, Тэда Ньюджента, Stone Temple Pilots, Megadeth, 3 Doors Down, Sevendust, Tenacious D и The Cult. Скотт постоянный комментатор на программах VH1, таких как «I Love The 70s, 80s, and 90s», «100 Most Metal Moments», «Awesomely Bad Number One Songs», «When Metallica Ruled The World», и в фильме «Behind The Music» с Metallica, Pantera, и Anthrax. Скотт заметно выделился на VH1 в «History Of Heavy Metal». В июне 2006 года Скотт участвовал на VH1 в живом сериале «SuperGroup» с Ted Nugent, Sebastian Bach, Jason Bonham, и Evan Seinfeld. Шоу имело большой успех.
Летом 2009, Anthrax закончили тур по Европе вместе с Metallica на фестивале Sonisphere в Германии и Knebworth в Англии, которые запомнились своим пришествием их бывшего вокалиста Джона Буша.
Anthrax вернулись в Японию со своим вокалистом Джоном Бушем в Токио. Затем Anthrax играли в Австралии как участники Soundwave Festival. Anthrax также участвовали на Sonisphere Festival в Европе летом 2010, когда впервые Metallica, Anthrax, Slayer, и Megadeth играли вместе на одной сцене.
Скотт также состоит гитаристом в группе Pearl, которая отыграла два тура с Velvet Revolver и Meat Loaf. Дебютный альбом Pearl вышел 19 января 2010 года на Megaforce Records. Скотт играл с Pearl на Jimmy Kimmel 20 января 2010 г. В 2010 г. Иэн присоединился к металлической супергруппе The Damned Things, которая 14 января 2010 года выпустила первый альбом.
21 июня 2011 года жена Скотта, Перл Эдэй, родила их первого сына, что заставило Иэна временно покинуть группу. Андреас Киссер из Sepultura согласился временно подменять Иэна на сцене.
В 2019 году присоединился к вновь возрожденной Майком Паттоном группе Mr. Bungle.

## Группы
- Anthrax
- Stormtroopers of Death
- Damnocracy
- Pearl
- The Damned Things
- Motor Sister
- Mr. Bungle

## Дискография

### с Anthrax
- 1983 — Fistful of Metal
- 1985 — Spreading the Disease
- 1987 — Among the Living
- 1988 — State of Euphoria
- 1990 — Persistence of Time
- 1991 — Attack of the Killer B’s
- 1993 — Sound of White Noise
- 1994 — Live: The Island Years
- 1995 — Stomp 442
- 1998 — Volume 8: The Threat Is Real
- 1999 — Return of the Killer A’s
- 2003 — We've Come for You All
- 2004 — Music of Mass Destruction
- 2005 — Alive 2
- 2007 — Caught in a Mosh — BBC Live in Concert
- 2011 — Worship Music
- 2016 — For All Kings

### с Stormtroopers of Death
| Дата выхода      | Название              | Лейбл                 | Позиция в чартах | Продажи в США |
| Декабрь 1985     | Speak English or Die  | Megaforce Records     |                  |               |
| Октябрь 24, 1992 | Live at Budokan       | Megaforce Records     |                  |               |
| Май 22, 1999     | Bigger than the Devil | Nuclear Blast Records |                  |               |
| Август 21, 2007  | Rise of the Infidels  | Megaforce Records     |                  |               |

### Видеография Stormtroopers of Death
| Дата выпуска      | Название                               | Лейбл                 | Позиция в чартах | Продажи в США |
| Январь 23, 2001   | Kill Yourself: The Movie (DVD или VHS) | Nuclear Blast Records |                  |               |
| Сентябрь 25, 2001 | Speak English or Live (DVD)            | Nuclear Blast Records |                  |               |
| Июль 26, 2005     | 20 Years of Dysfunction                | Nuclear Blast Records |                  |               |

### Сотрудничество
- Игра с Public Enemy во время тура Rock the Bells в 2007 году.
- Музыка для комедии Brian Posehn «Metal By Numbers.»
- Написание комикса в двух частях Lobo: Highway to Hell
- Игра на гитаре в «Apocalypse (Theme from The Plan)», трек для Bear McCreary's Razor/The Plan soundtrack.[2]
- Игра на гитаре в «Evil Rules» для рэпера Necro в его альбоме 2007 года, «Death Rap».
- Игра на гитаре во всех треках Перд Эдэй «Little Immaculate White Fox» (2010).

### Телевидение
- Женаты… с детьми My Dinner with Anthrax (19 серия 6 сезона) 1992
- NewsRadio (играл себя)
- Rock Show на VH1 (как ведущий) 1999—2002
- Награды хип хопа на VH1 — игра с Anthrax и Public Enemy
- VH1 — Supergroup 2006
- VH1 — «I Love The…»
- VH1 — «40 величайших композиций метала»
- VH1 — «100 самых металлических моментов»
- VH1 — «50 самых неметаллических моментов»
- VH1 — «100 лучших песен хард-рока»
- VH1 — «100 самых шокирующих моментов в музыке»
- VH1 — Рок награды. Участники: Rob Zombie (Rob Zombie, White Zombie), Scott Ian, Gilby Clarke (ex-Guns N' Roses, The Starfuckers, Rock Star Supernova), Slash (ex-Guns N' Roses, Velvet Revolver), Ace Frehley (ex-Kiss), Tommy Lee (Mötley Crüe, Rock Star Supernova).
- VH1 — Турнир в покер классиков рока" — Скотт выиграл турнир проитив Sully Erna (Godsmack), Vinnie Paul (ex-Pantera), Dusty Hill (ZZ Top) и Ace Frehley.
- NBC’s Celebrity Apprentice
- Metalocalypse — «RenovationKlok» (голос)
- Metalocalypse — «TributeKlok» (голос)
- That Metal Show, сезон 4, сезон 3 вместе с женой

## Оборудование
Скотт Ян в настоящее время использует гитары Jackson Guitars и усилители Randall RM100 и V2. Также использовал подписные гитары Даймбега Дарелла производства Dean, в прошлых производимыми Washburn. В середине восьмидесятых он использовал ESP, являясь вместе с Кирком Хемметом их эндорсером. Скотт также использует подписную педаль дисторшна Black 13 от DigiTech, а также педаль хоруса от DigiTech для чистого звука. Очень много из его гитар были оснащены кастомовыми звукоснимателями Seymour Duncan «El Diablo».
В конце 2009 года Скотт прекратил свой эндорсмент Washburn и вернулся обратно на Jackson. Теперь он использует свой кастомовый Soloist и Randy Rhoads с фестиваля Sonisphere Festival в 2009 году.
27 марта 2010 года Скотт объявил о разработке новой подписной гитары от Jackson через Twitter и Youtube. Он сказал, что её прототипом будет являться Soloist образца 1987 года. Там будет серебряный топ, один хамбакер Seymour Duncan J.B., молниевая инкрустация и сквозной tune-o-matic бридж. Так же будет выпущена двуххамбакерная версия с Floyd Rose. На фоне всего этого он заявил «Я очень рад, что вернулся к Jackson.» Он будет с этими гитарами во время игры с Брайаном Посефом на Revolver Golden Gods Awards и с The Damned Things в 2011 году на Download Festival.

### Гитары
- Jackson T-1000 Soloist
- Jackson custom «NOT» Soloist
- Jackson custom Randy Rhoads
- Jackson Adrian Smith San Dimas Dinky
- Gibson Flying V (1982, использует в студии)
- Gibson «Thunderhorse» Explorer (Использовал на Download Festival 2011 с The Damned Things)
- Jackson JJ1 (сделан в США, звукосниматели Seymour Duncan JB и Jazz pickups, сделан из ольхи или корины с кленовым грифом)
- Jackson JJ2 (сделан в США, звукосниматели Seymour Duncan El-Diablo с отсечкой, дека из ольхи с кленовым грифом или махагоновый гриф с декой)
- Jackson JJ4 (азиатского производства, с Duncan Designed и отсечкой)
- Jackson JJ5 (5-струнный баритон)
- Jackson Custom «NOT» Telecaster
- Charvel Surfcaster (Основная гитара в Sound of White Noise)
- Jackson Randy Rhoads (1982)
- Washburn SI75TI (пользовался с 2004 по 2009)
- Washburn WV540VASI
- Washburn WV40VASI
- Washburn SI60MW
- Washburn SI61G
- ESP M-100FM
- ESP Custom M-II и Telecaster (1985—1989)
- звукосниматели Seymour Duncan J.B.
- Seymour Duncan El Diablo (мастеровые звукосниматели для Скотта Яна)
- DR Strings .10-.52
- DR Strings .18-.56 (для JJ-5)
- Медиаторы Dunlop Tortex .88mm

### Эффекты
- BBE 462 Sonic Maximizer
- DigiTech WH-2 Whammy pedal
- DigiTech Black 13 distortion pedal
- DigiTech XMC chorus pedal
- T.C. Electronic Booster+ Line Driver & Distortion
- Korg DTR-1 Tuner
- Rocktron HUSH IIC
- Samson UHF Synth 6 Wireless

### Усилители
- Randall MTS Series RM100SI — подписная модель
- Усилители Randall MTS series RM100 и RM100LB
- Усилитель Randall V2 400 Watt
- Усилители Randall V-Max (использовался в 2003 до V2 и MTS)
- Усилитель Randall Cyclone (использован с 2001 по 2003)
- Усилитель Randall Warhead (Первый усилитель Яна с ухода от Marshall к Randall)
- Кабинет 4х12 Randall NB412 Nuno Bettencourt Signature
- Кабинет Randall XL 4x12
- Кабинет Randall XL 2x12 и 1x15
- Усилитель Fender/EVH 5150III (запасной, был на фестивале Loud Park 2009)
- Marshall JCM 800 2210 (ранние годы Anthax, а также использовался для соло «We’ve Come For You All». Использовался Робом Каггиано для записи на Worship Music)
- Усилитель Peavey 6505+ 120 Watt